# Storchia robustus
Storchia robustus är en spindeldjursart som först beskrevs av Berlese 1885.  Storchia robustus ingår i släktet Storchia och familjen Stigmaeidae. Inga underarter finns listade i Catalogue of Life.